# Thricops aduncus
Thricops aduncus är en tvåvingeart som beskrevs av Savage 2003. Thricops aduncus ingår i släktet Thricops och familjen husflugor. Inga underarter finns listade i Catalogue of Life.